# Americana (genre cinématographique)
 (juin 2011).
Si vous disposez d'ouvrages ou d'articles de référence ou si vous connaissez des sites web de qualité traitant du thème abordé ici, merci de compléter l'article en donnant les références utiles à sa vérifiabilité et en les liant à la section « Notes et références ».
Pour les articles homonymes, voir Americana.
L'Americana est un genre cinématographique du cinéma classique hollywoodien.

## Particularités
Ses caractéristiques découlent directement du genre littéraire homonyme : l'Americana met en valeur les éléments-clés de la culture américaine à travers la description d'une communauté de personnages de l'Amérique rurale, dans une période englobant la fin du XIXe et le début du XXe siècle. Populaire (personnages aux métiers simples et typiques), souvent sudiste et centré autour de la sphère familiale, ce genre cinématographique est caractérisé par une tonalité nostalgique très appuyée (ce qui lui a parfois valu d'être considéré comme réactionnaire) : rythme calme, structure sous forme de chronique, contexte estival… Le genre se marie avec aisance au western et à la fresque historique, avec qui il partage la représentation symbolique et idéalisée de la construction du pays.
Bien qu'on puisse le considérer comme l'un des genres d'un film aussi célèbre qu'Autant en emporte le vent, l'Americana reste largement méconnu hors des frontières américaines. Parmi les cinéastes célèbres à y avoir œuvré, on peut citer John Ford, Henry King, ou encore Frank Capra.
Même si éteint, le genre de l'Americana reste régulièrement exploré, avec plus ou moins de distance référentielle, par certains films actuels (Don't Come Knocking de Wim Wenders, Une histoire vraie de David Lynch, Cars de John Lasseter…). On considère[Qui ?] généralement Clint Eastwood comme un héritier de ce genre, même si son cinéma s'en détache par bien des aspects.